# Caacupé
Caacupé é um distrito do Paraguai, capital do departamento de Cordillera. Sua população é de 56 864 habitantes. A cidade fica próxima ao Lago de Ypacaraí, que inspirou a famosa guarânia com o mesmo nome, e local de nascimento da cantora paraguaio-brasileira Perla. Na cidade está localizada a Basílica de Caacupé.

## Etimologia
A palavra Caacupé vem do guarani, Ka´akupe ou Ka´aguy kupe que significa erva atrás da montanha.

## História
As primeiras concentrações populacionais datam de 1600. No ano de 1765 , a área já era conhecida como Vale do Caacupé. A fundação da cidade se deu em 1770, por Carlos Murphy, irlandês a serviço da coroa espanhola.

## Geografia
Caacupé se localiza a 54 km de Assunção, capital do Paraguai, em uma região mais alta em relação a capital.

### Clima
O clima é subtropical, com verões quentes, onde a temperatura pode chegar a 39°C e invernos frios, quando a temperatura pode cair para até 3°C. As chuvas são bem distribuídas ao longo do ano, sendo uma média 1500 mm anuais.

## Demografia
Caacupé possui 56.047 habitantes no total, dos quais 28.089 são do sexo masculino e 27.141 do sexo feminino.

## Turismo

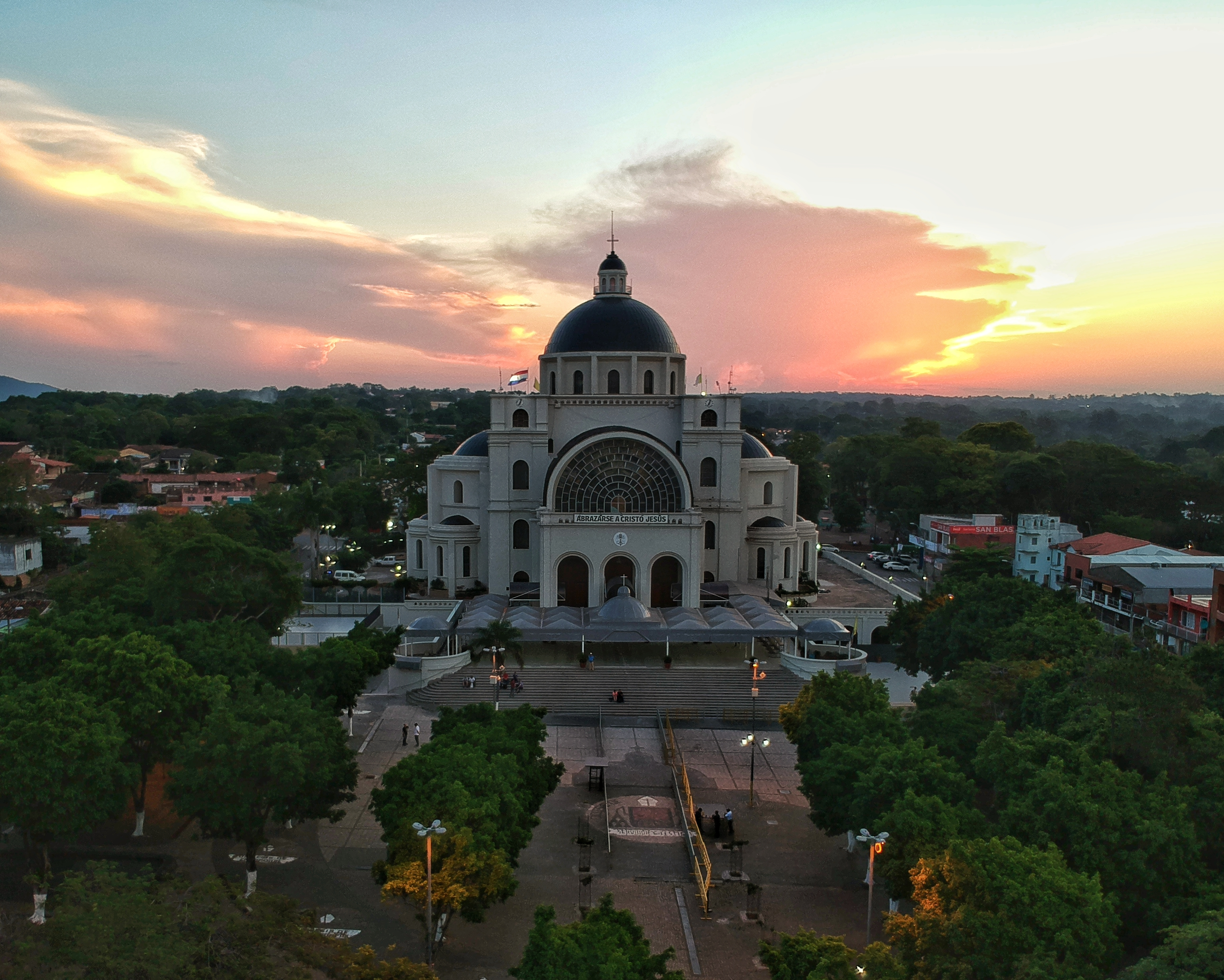
Vista frontal da Basílica de Caacupé.

O principal destino turístico é a Basílica de Caacupé, construída no século XVIII. Em sua visita ao Paraguai, o Papa Francisco elevou este santuário à categoria de menor Basílica. O decreto foi lido no final da celebração da Santa Missa, no sábado, 11 de julho de 2015. É a segunda igreja no Paraguai a receber esse título.

## Transporte
O município de Caacupé é servido pela Ruta 02, que liga o município de Coronel Oviedo (Departamento de Caaguazú) a Assunção. Possuí caminho em pavimento ligando a cidade aos municípios de Tobatí, Yaguarón (Departamento de Paraguarí) e Altos.